# Eva by Heart
Eva by Heart è il primo album in studio, il terzo in totale, della cantante statunitense Eva Cassidy, pubblicato nel 1997.

## Tracce
1. I Know You by Heart
2. Time Is a Healer
3. Wayfaring Stranger
4. Wade in the Water
5. Blues in the Night
6. Songbird
7. Need Your Love So Bad
8. Say Goodbye
9. Nightbird
10. Waly, Waly
11. How Can I Keep from Singing?